# Modernización dirigida por arquitectura
La Modernización Dirigida por Arquitectura es el nombre de la iniciativa del Object Management Group (consulte el sitio web de OMG ADM Task Force) relacionada con la creación y promoción de estándares que se pueden aplicar para modernizar los sistemas heredados. El objetivo de esta iniciativa es proporcionar representaciones estándar de vistas de los sistemas existentes para permitir actividades de modernización comunes, como el análisis y la comprensión de código y la transformación de software. 

## Historia
- En junio de 2003, Object Management Group (OMG) formó un grupo de trabajo para el modelado en el contexto de los sistemas de software existentes. Inicialmente, el grupo se llamaba Legacy Transformation Task Force, pero luego el nombre se cambió por unanimidad a Architecture-Driven Modernization Task Force (ADMTF). ADMTF está copresidido por Djenana Campara, de KDM Analytics y William Ulrich, de Tactical Strategy Group.[1]
- En noviembre de 2003, el Grupo de Trabajo de Modernización Dirigida por Arquitectura de OMG recomendó, y el Comité Técnico de la Plataforma emitió, la Solicitud de Propuesta (RFP) del Metamodelo de Descubrimiento de Conocimientos.
- En febrero de 2005, el Grupo de trabajo de Modernización Dirigida por Arquitectura de OMG recomendó, y el Comité Técnico de la Plataforma emitió, la Solicitud de propuesta (RFP) del metamodelo de árbol de sintaxis abstracta (ASTM). Este trabajo aún está en curso. OMG aún no ha adoptado esta especificación.
- En mayo de 2006, la presentación del equipo -el metamodelo de descubrimiento de conocimiento- fue adoptado por OMG y pasó a la etapa de finalización del proceso de adopción de normas de OMG. La Especificación adoptada por OMG para KDM se hizo públicamente disponible (documento OMG ptc / 06-06-07).
- En septiembre de 2006, el Grupo de trabajo de Modernización dirigida por Arquitectura de OMG recomendó, y el Comité técnico de la plataforma emitió, la Solicitud de propuesta (RFP) del metamodelo de métricas de software (SMM). Este trabajo aún está en curso.
- En marzo de 2007, el Grupo de Trabajo de Finalización de KDM terminó la etapa de finalización del proceso de adopción de estándares de OMG. La especificación recomendada KDM 1.0 está disponible en OMG.

## Metamodelo de descubrimiento de conocimientos (KDM)
La base de la iniciativa de Modernización Dirigida por arquitectura es la especificación OMG Knowledge Discovery Metamodel(KDM). Por lo general, el conocimiento obtenido del software existente se presenta en forma de modelos a los que se pueden realizar consultas específicas cuando sea necesario. Un diagrama de relación de entidades es un formato frecuente para representar el conocimiento obtenido del software existente. Knowledge Discovery Metamodel define una ontología para los activos de software y sus relaciones con el fin de realizar el descubrimiento de conocimientos del código existente. La empresa KDM Analytics mantiene un portal abierto para el metamodelo de descubrimiento de conocimientos (consulte el portal KDM). 

## Relación con MDA
El software existente (o heredado) ha sido uno de los mayores obstáculos para aplicar una arquitectura basada en modelos. El acrónimo de Modernización dirigida por Arquitectura (ADM en inglés) es casualmente MDA ("Model-Driven Arquitecture" al revés). MDA es el acrónimo de la Arquitectura dirigida por modelos de OMG, que pretende el uso de modelos y transformaciones para ofrecer nuevo software. ADM está relacionado con el concepto de ingeniería inversa. La modernización del software está impulsada por la arquitectura cuando existe la necesidad de capturar y actualizar varios aspectos arquitectónicos de los entornos de aplicaciones existentes. Esta modernización no excluye las migraciones de fuente a fuente (cuando corresponda) pero anima a las organizaciones de usuarios a considerar la modernización desde una perspectiva basada en el análisis y el diseño. Al hacerlo, los equipos de proyecto se asegurarán de que los conceptos o diseños obsoletos no se propaguen a los lenguajes y plataformas modernos. Los resultados finales brindan sistemas modernizados que se ajustan de manera más efectiva a las prácticas comerciales actuales y los requisitos estratégicos.

## Proveedores
Algunos de los proveedores que ofrecen métodos y herramientas de software de modernización impulsada por la arquitectura: 
- Blu Age
- TSRI (The Software Revolution)
- Delta Software Techology